# Nikolaï Chkliar
Nikolaï Igorievitch Chkliar (en biélorusse : Николай Игоревич Шкляр) est un joueur biélorusse de volley-ball né le 31 décembre 1989. Il mesure 1,98 m et joue réceptionneur-attaquant.

## Clubs
| Club                   | De | À |
| ---------------------- | -- | - |
| VK Chakhtior Salihorsk |    |   |

## Palmarès
Néant.